# Sidorowce (obwód grodzieński)
Sidorowce (biał. Сідараўцы, Sidaraucy; ros. Сидоровцы, Sidorowcy) – wieś na Białorusi, w obwodzie grodzieńskim, w rejonie lidzkim, w sielsowiecie Bielica.

## Historia
W XIX i w początkach XX w. folwark położony w Rosji, w guberni wileńskiej, w powiecie lidzkim.
W dwudziestoleciu międzywojennym kolonia leżąca w Polsce, w województwie nowogródzkim, w powiecie lidzkim, w gminie Bielica. W 1921 miejscowość liczyła 41 mieszkańców, zamieszkałych w 8 budynkach. Wszyscy oni byli Polakami wyznania rzymskokatolickiego.
Po II wojnie światowej w granicach Związku Sowieckiego. Od 1991 w niepodległej Białorusi.